# Sentyment antyzachodni
Sentyment antyzachodni – określenie krytycznego stosunku do społecznych, ekonomicznych i politycznych instytucji, tradycji i wartości reprezentowanych przez ludzi, kultury lub polityki świata zachodniego.
Taki stosunek jest częsty w krajach takich jak np. Rosja czy Chiny, które uważają cywilizację zachodnią za zagrażającą ich pozycji, a także w postkolonialnych krajach Trzeciego Świata (zob. Konferencja w Bandungu, Ruch Państw Niezaangażowanych). Jednym z proponentów antyzachodniej filozofii w ostatnich latach jest rosyjski prawicowy filozof Aleksandr Dugin.